# Licor de roses
El licor de roses és un licor molt aromàtic que se serveix típicament als bateigs a Menorca, on aquest es fa casolà o comercial. Originari de Grècia, on encara es fa, va ser introduït i popularitzat a l'illa a partir d'una ona d'emigració de grecs a Menorca (i també al nord de la Costa Brava) que es produí al segle xviii. A més es fa en altres països de l'est de la mediterrània, com Turquia, etc.
A Sicília es fa un licor de roses similar que s'anomena rosolio el qual, en comptes d'aigua de flor de taronger, macera les peles de taronja. A Sícilia s'oferia tradicionalment com a símbol de bons presagis però actualment es fa servir sobretot com a base d'altres licors.